# Gmina Borlänge
Gmina Borlänge (szw. Borlänge kommun) – gmina w Szwecji, w regionie Dalarna, siedzibą jej władz jest Borlänge.
Pod względem zaludnienia Borlänge jest 47. gminą w Szwecji. Zamieszkuje ją 46 988 osób, z czego 49,74% to kobiety (23 372) i 50,26% to mężczyźni (23 616). W gminie zameldowanych jest 2145 cudzoziemców. Na każdy kilometr kwadratowy przypada 80,18 mieszkańca. Pod względem wielkości gmina zajmuje 159. miejsce.